# Thasos
Thasos hay Thassos (tiếng Hy Lạp: Θάσος) là một hòn đảo của Hy Lạp ở phía bắc biển Aegea, gần bờ biển Thrace và vùng đồng bằng của sông Nestos nhưng về mặt địa lý là một phần của vùng Macedonia.  Đây là hòn đảo cực bắc của Hy Lạp và có diện tích đứng hàng thứ 12. Thasos cũng là tên của thị trấn lớn nhất trên đảo (cũng gọi là Limenas Thasou, "Cảng Thasos"), nằm ở bờ phía bắc, đối diện với đại lục và cách khoảng 10 kilômét (6 mi) từ Keramoti.
Thasos có hình dạng gần như tròn, không có các vịnh ăn sâu và bán đảo lớn. Đỉnh cao nhất, Ypsario hay Ipsario có cao độ 1.205 m (3428 ft) và nằm ở nửa phía đông của đảo, vùng có địa hình dốc và chủ yếu bị rừng thông bao phủ. Nửa phía tây có độ dốc thoai thoải hơn. Trong khi có địa hình nhìn chung là đồi núi, bề mặt hòn đảo không hẳn là đặc biệt gồ ghề, độ cao tăng dần dần từ bờ biển đến phần trung tâm của đảo.
Hầu hết các ngôi làng nằm trong nội địa, dân cư chủ yếu tham gia vào nông nghiệp và chăn nuôi. Các làng có bến cảng riêng của họ tại điểm gần nhất trên bờ biển, thường được kết nối với nhau bằng cầu thang gác ("Skalas") và người dân đang dần di cư đến đây, do du lịch đã bắt đầu trở thành một nguồn thu quan trọng của kinh tế hòn đảo. Do vậy, tại đây có những cặp làng như Marion–Skala Maries, làng trước nằm trong nội địa và làng sau nằm tại bờ biển.

## Cộng đồng
Các đô thị và làng có trên 100 cư dân là:
- Agios Georgios (149)
- Astris (129)
- Kallirachi (651)
- Kinyra (104)
- Limenaria (2.441)
- Maries  (182)
- Ormos Prinou (122)
- Panagia (820)
- Potamia (1.216)
- Potos (688)
- Prinos  (1.185)
- Rachoni (365)
- Skala Kallirachis (631)
- Skala Marion (377)
- Skala Rachoniou (206)
- Skala Sotirou (368)
- Thasos (Limenas Thasou) (3.130)
- Theologos (731)

## Historical population
| Năm  | Town  | Municipality |
| ---- | ----- | ------------ |
| 1981 | 2,312 | –            |
| 1991 | 2,600 | –            |
| 2001 | –     | 13,765       |